# 満月 MR.MOONLIGHT
『満月 MR.MOONLIGHT』（まんげつ ミスタームーンライト）は、1991年に公開された原田知世主演の日本映画。原田康子の小説『満月』の映画化作品。

## 概要
江戸時代から現代へタイムスリップしてきた武士と、彼に恋する高校女教師との冒険を描くファンタジー。監督の大森一樹は本作が初の本格ファンタジー作品となる。
黒澤映画を思わせる冒頭の立ち回り、『時をかける少女』を彷彿とさせる原田知世が演じるヒロイン、『ピーター・パン』や『E.T.』をイメージしたといわれる満月をバックにしたクライマックスシーンなど、映画好きの大森によるオマージュが随所に散りばめられている。
大森によれば、本作品はイオングループ主導により東宝で制作が進んでいたヨット映画が、イオンが国際花と緑の博覧会に出展していたウォーターライドで転落事故が起きたことを受けて制作中止となり、その代替作として用意されたものであったがうまく進まず、松竹の奥山和由に拾われるかたちで実現に至ったものであった。
1986年の『紳士同盟』の後、薬師丸ひろ子の主演作として『満月』の映画化が決定し、相手役、中井貴一、監督川島透、脚本筒井ともみで、キティフィルム製作、東宝配給と発表もされていたが、諸事情により薬師丸が降板し、制作も中止されていた。
杉坂小弥太役の時任三郎は、本作品出演時にゴジラ映画への出演を希望し、同時期に大森が監督した『ゴジラvsキングギドラ』（1991年）へ出演した 。
なお、公開から時を経て2017年11月03日に配給元の松竹よりDVD及びBlu-ray Disc化されている。

## ストーリー
北海道の高校教師、野平まりは、恋人から突然プロポーズされる。一方的に話を進めようとする恋人に腹を立て、まりはその場を立ち去ってしまう。気持ちを鎮める為、愛犬を連れて豊平川の河川敷に散歩に出掛けている最中、武士の格好をした男に出会う。杉坂小弥太重則と名乗り、津軽藩の侍だと言い張るその男に驚き、まりは気を失ってしまう。
翌朝彼は、シャクシャインの戦いによってアイヌに追われてしまい、故郷へ帰りたい気持ち一心で、満月の夜、老婆に1年間だけ帰れるまじないをかけてもらうが、誤ってこの時代にたどり着いてしまった事をまりに話す。
初めはまともに取り合わなかったまりであったが、次第に小弥太の立場を理解するようになり、小弥太に対して恋心を抱くようになる。また小弥太もまりを愛するようになるが、妻子持ちの彼はその愛に悩み始めるのだった。そんなある日、小弥太の正体に不審を抱いたまりの兄、直樹が彼を利用しようとした事から、二人はマスコミに追い回されるはめになってしまい、まりと小弥太はほとぼりが冷めるまで別々に暮らすことを決意する。
そして、半年が過ぎ、ほとぼりが冷めた時二人は再会を果たす。二人の思いは益々つのり、愛の炎が燃え上がるが、小弥太が江戸時代に帰らなくてはならない満月の日は刻々と近づいていた。

## キャスト
- 野平まり：原田知世
- 杉坂小弥太：時任三郎
- 小出保：石黒賢
- 今村老人：日下武史
- 野平直樹：天宮良
- 藤森猛：森本レオ
- 直樹の上司：黒部進
- 植島長三：奥村公延
- 吉川恵太郎：武野功雄
- 易者：上田耕一
- 津軽信政：柳葉敏郎※友情出演
- 野平貞子：加藤治子

## スタッフ
- 原作：原田康子
- 監督・脚本：大森一樹
- 主題歌：プリンセス プリンセス 『Mr.Moonlight』
- 製作：奥山和由
- 企画：杉崎重美、東條あきら
- プロデューサー：古賀宗岳、田沢連二
- 撮影：水野尾信正
- 美術：横山豊
- 編集：石島一秀
- 音楽：笹路正徳、佐々木麻美子